# ژامبک
ژامبِک (به مجاری:  Zsámbék) یک منطقهٔ مسکونی در مجارستان است که در ناحیه بوداکسی واقع شده‌است. ژامبک ۵٬۴۷۹ نفر جمعیت دارد.